# Erratics Valley
Erratics Valley är en dal i Antarktis. Den ligger i Sydorkneyöarna. Argentina och Storbritannien gör anspråk på området. Erratics Valley ligger på ön Signy.